# 플라크구

플라크 구

플라크구(Flacq District)는 모리셔스 동부에 위치한 구로, 행정 중심지는 상트르드플라크(Centre de Flacq)이며 면적은 298km2, 인구는 126,839명(2000년 기준)이다.
플라크 구 동해안에는 모리셔스에서 가장 유명한 마을인 일오세르프 섬이 있으며 해안을 따라 대규모 리조트 호텔이 있어서 많은 관광객이 이 곳을 찾는다.

## 같이 보기
- 모리셔스의 행정 구역